# 瑪麗亞姆·法爾哈特
瑪麗亞姆·穆罕默德·優素福·法爾哈特（阿拉伯語：مريم محمد يوسف فرحات；1949年12月24日—2013年3月17日），別名烏姆·尼達爾（阿拉伯語：أم نضال），是一名巴勒斯坦女性政治人物，她知名於與哈瑪斯長達20多年的密切關係並支持她的兒子們參與恐怖襲擊而得到「烈士之母」和「巴勒斯坦之坎薩」（خنساء فلسطين）的外號，也是第二次巴勒斯坦大起義期間加薩最知名的女性伊斯蘭主義領袖與象徵。法爾哈特於2006年巴勒斯坦立法委員選舉中代表哈瑪斯成為不分區立委，直到她於2013年逝世為止。

## 生平與家庭
法爾哈特於1949年出生於全巴勒斯坦保護國加薩市的舒加艾耶社區。她一共有10個孩子，其中有6人是兒子：
- 長子尼達爾·法爾哈特（英语：Nidal Farahat）是哈瑪斯的武器製造者，他與阿德南·古勒（英语：Adnan al-Ghoul）和提托·馬蘇德（英语：Tito Masoud）同為卡桑火箭的發明者。他於2003年2月16日在準備對以色列發動攻擊時遭到對方擊殺。[1]
- 三子魯瓦德·法爾哈特（رواد فرحات）於2005年在用車運送卡桑火箭時遭到以色列空襲而亡。[1]
- 四子維薩姆·法爾哈特（英语：Wissam Farhat）是卡桑旅成員，為納哈爾奧茲大屠殺、阿茲蒙那恐怖攻擊（英语：Atzmona attack）等襲擊的策劃者。他曾在1995年因實行恐怖攻擊未果遭到以色列逮捕，並於2005年被釋放。他於2023年12月2日在以色列—哈馬斯戰爭中遭到以色列空襲而亡。[2]
- 幼子穆罕默德·法爾哈特（阿拉伯语：محمد فرحات）是卡桑旅成員。他於2002年3月7日對加薩走廊的以色列定居点阿茲蒙那（英语：Bnei Atzmon）的軍事預備學校發動恐怖攻擊（英语：Atzmona attack），造成5死23傷的悲劇，並當場遭以色列國防軍士兵擊斃。[1][2]

## 政治行動
法爾哈特於1990年代起就在自己家中接待或窩藏哈瑪斯和卡桑旅成員，其中卡桑旅指揮官伊馬德·阿克爾便是於1993年11月在法爾哈特家躲藏時被以色列國防軍擊殺。
法爾哈特第一次被外界關注的契機是在2002年時，一部她教導自己的幼子—當時17歲的穆罕默德（另有來源稱他當時為19歲）如何使用槍械的影片被曝光。穆罕默德於同年3月犯下阿茲蒙那血案並被當場擊斃。在談到穆罕默德的死時，法爾哈特說她「希望有100個像穆罕默德那樣的孩子」。
法爾哈特的外號「巴勒斯坦之坎薩」（خنساء فلسطين），指的是先知穆罕默德的聖伴之一、在卡迪西亚战役中痛失四個兒子的女詩人阿尔·坎萨。她之所以獲得這個稱號，是因為她在第二次巴勒斯坦大起義期間做出的巨大犧牲，不僅貢獻自己的住家供卡桑旅高級領導人躲藏，她在這期間也失去了三個兒子。
法爾哈特於2006年巴勒斯坦立法委員選舉中代表哈瑪斯競選不分區立委，並靠著哈瑪斯贏得大量政黨票成功上任，成為巴勒斯坦立法委员会的一員。

## 政治觀點
法爾哈特在接受阿拉伯裔以色列媒體《阿拉伯全民報》和伦敦的阿拉伯語媒體《聖城阿拉伯報》的採訪時表示她為她的兒子們感到驕傲。法爾哈特在2005年12月的採訪中說道：
- 「我保護我的兒子們不要反抗真主，或選擇一條不討真主喜悅的道路。當涉及到我的兒子們時，這就是我所擔心的。但至於犧牲、為了安拉而聖戰、或履行他們所承擔的職責—這讓我感到高興。」
- （指以色列人）「他們都是佔領者。此外，別忘了他們都在軍隊服役。他們都該被視為是士兵。他們全都是預備役士兵。」
- 「他們都是佔領者，我們必須以任何合法手段與他們抗爭。」
- 「只要佔領繼續，一切手段都是合法的。」
- 「沒有什麼差別。這是伊斯蘭教的宗教法。我沒有發明任何東西。我在這方面遵守伊斯蘭教法。穆斯林非常小心，不要殺害無辜者，因為他知道他將注定要下永恆的地獄。所以這個問題一點也不簡單。當我們說不禁止殺害這些人時，我們依據的是伊斯蘭宗教法。」
- 「『和平』一詞並不意味著我們正在經歷的那種和平。這種和平其實是投降和可恥的恥辱。和平意味著從約旦河到地中海的整個巴勒斯坦地區的解放。當這一切完成後—如果他們想要和平，我們就會做好準備。他們可能生活在伊斯蘭國家的旗幟下。這就是我們正在努力實現的巴勒斯坦的未來。」

## 死亡
法爾哈特於2013年3月17日在加薩市因多重器官衰竭去世，享年64歲，她的訃告由卡桑旅宣布。約4000名巴勒斯坦人參加了她的葬禮，其中包括伊斯梅爾·哈尼亞等哈瑪斯高級領導人。